# Бенгтссон, Робин
Робин Бенгтссон (швед. Robin Bengtsson, родился 27 апреля 1990 в Свеньюнге) — шведский певец, участник реалити-шоу «Idol 2008», который представил Швецию на музыкальном конкурсе «Евровидение-2017» с песней «I Can't Go On» и занял 5-е место.

## Карьера
Робин участвовал в музыкальном реалити-шоу «Idol 2008», заняв там 3-е место. В середине 2009 года он подписал контракт с лейблом Merion Music и выпустил сингл «Another Lover’s Gone». Он был гостём на ток-шоу Катрин Зитомирска Idol 2008: Eftersnack и на телепередаче Sexuellt телеканала ZTV.
В 2010 году Робин участвовал в записи песни «Wake Up World» для фонда помощи пострадавшим в землетрясении на Гаити «Hjälp Haiti» с Карлом Мартиндалем и Даниэлем Карлссоном, а также записал с Кимом Франссоном песню «Long Long Night». В 2010 году Робин участвовал в экстремальном шоу Wipeout и занял 2-е место. В 2016 году он участвовал в музыкальном конкурсе Melodifestivalen с песней «Constellation Prize» и занял 5-е место.
В 2017 году Робин снова участвовал в Melodifestivalen с песней «I Can't Go On» и одержал победу, получив право представлять Швецию на Евровидении, в финале конкурса занял 5-е место.

## Дискография

### EP
| Название      | Данные                                                                       |
| ------------- | ---------------------------------------------------------------------------- |
| Under My Skin | - Выпущен: 8 мая 2014 - Лейбл: Merion Music Group - Формат: digital download |

### Синглы
| «Fields of Gold»                                                  | 2008 | 15 |                       | н/д         |
| «Another Lover’s Gone»                                            | 2009 | 8  |                       | н/д         |
| «Long Long Night» (feat. Kim Fransson)                            | 2010 | —  |                       | н/д         |
| «Wake Up World» (feat. Karl Martindahl & Daniel Karlsson)         | 2011 | —  |                       | н/д         |
| «Cross the Universe»                                              | 2012 | —  |                       | н/д         |
| «I Don’t Like to Wait»                                            | 2013 | —  |                       | Sleep on It |
| «Fired» (feat. J-Son)                                             | 2014 | —  |                       | Sleep on It |
| «Nothing in Return»                                               | 2014 | —  |                       | н/д         |
| «Sleep On It»                                                     | 2014 | —  |                       | Sleep On It |
| «Constellation Prize»                                             | 2016 | 2  | - GLF: 2 x платиновый | н/д         |
| «Stevie Wonder»                                                   | 2016 | —  |                       | н/д         |
| «That’s Christmas to Me»/«Have Yourself a Merry Little Christmas» | 2016 | —  |                       | н/д         |
| «I Can't Go On»                                                   | 2017 | 6  |                       | TBA         |
| «—» означает, что сингл в чарт не попадал                         |      |    |                       |             |

### Как приглашённый артист
| Название                                                               | Год  | Высшая позиция в чарте | Album |
| Название                                                               | Год  | SWE                    | Album |
| ---------------------------------------------------------------------- | ---- | ---------------------- | ----- |
| «Tjena Tjena Tjena» (Byz feat. Kriss & Robin Bengtsson)                | 2012 | —                      | н/д   |
| «Paper Cuts» (G&G vs Dave Darrell feat. Robin Bengtsson)               | 2013 | —                      | н/д   |
| «Something’s Bothering Me» (Lotus featuring Robin Bengtsson & Pitfall) | 2016 | —                      | н/д   |

### Другие синглы
| Название                          | Год  | Высшая позиция в чарте | Альбом |
| Название                          | Год  | SWE                    | Альбом |
| --------------------------------- | ---- | ---------------------- | ------ |
| «När vindarna viskar mitt namn»   | 2008 | 58                     | н/д    |
| «Dude Looks Like a Lady»          | 2008 | 44                     | н/д    |
| «(Sittin On) The Dock of the Bay» | 2008 | 39                     | н/д    |
| «My Love Is Your Love»            | 2008 | 21                     | н/д    |
| «Joyful, Joyful»                  | 2008 | 54                     | н/д    |
| «Black Or White»                  | 2008 | 36                     | н/д    |